# Cardinals de Lamar
Pour les articles homonymes, voir Cardinals.
Les Cardinals de Lamar (en anglais : Lamar Cardinals ) sont un club omnisports universitaire de l'université Lamar à Beaumont dans le Texas. Les équipes des Cardinals participent aux compétitions universitaires organisées par la National Collegiate Athletic Association. Lamar est membre de la Southland Conference jusqu'au 1er juillet 2021, date à laquelle il rejoindra la Western Athletic Conference.
L'équipe masculine de basket-ball joue au cours de son histoire dans la Sun Belt Conference, ASC Conference et la Southland Conference. Elle remporte à neuf reprises le titre de la conférence pour la saison régulière, en 1961, 1962, 1963, 1964, 1970, 1979, 1980, 1981, 1983, 1984, 2008, et six titres lors du tournoi de la conférence en 1979, 1980, 1981, 1983, 2000, 2012. Elle obtient six participations au tournoi final de la NCAA, en 1979, 1980, 1981, 1983, 2000, 2012. Son meilleur résultat est une participation au Sweet Sixteen en 1980.
L'équipe féminine obtient trois participations au tournoi final de la NCAA ou du National Invitation Tournament, en 1991, 2010, 2011 (NIT).